# ギ酸カルシウム
ギ酸カルシウム（英: calcium formate）はカルシウムのギ酸塩で、化学式Ca(HCOO)2で表される有機化合物である。

## 反応
一酸化炭素またはギ酸と、水酸化カルシウムとの反応により得られる。
{\displaystyle {\ce {2CO\ + Ca(OH)2 -> Ca(HCOO)2}}}
工業的には、ホルムアルデヒドと、水酸化カルシウムまたは過酸化カルシウムとの反応により製造される。トリメチロールプロパンを初めとするポリオール類製造時の副産物としても生じる。

## 用途
皮革製造時の中和剤、セメントの硬化促進剤、飼料添加物などとして使用される。

## 安全性
不燃性であるが、加熱により分解し、水素及びシュウ酸カルシウム、炭酸カルシウム、酸化カルシウムなどを生じる。眼に対する刺激性がある。